# Blick von Williamsburg, Brooklyn, auf Manhattan, 11. September 2001
Blick von Williamsburg, Brooklyn, auf Manhattan, 11. September 2001 ist eine Farbfotografie des deutschen Fotografen Thomas Höpker. Sie zeigt fünf Personen, die am Ufer des East Rivers im Stadtteil Williamsburg des New Yorker Stadtbezirks Brooklyn sitzen, während im Hintergrund aufsteigende Rauchschwaden über Manhattan zu sehen sind. Sie gehen von den eingestürzten Türmen des World Trade Centers aus, die an diesem Tag Ziel zweier Terroranschläge geworden waren.
Höpker verzichtete zunächst auf eine Veröffentlichung der Fotografie, da ihm die Personen darauf zu ungerührt von den Ereignissen erschienen. Erstmals öffentlich präsentiert wurde sie 2005 im Münchner Stadtmuseum in einer Ausstellung zum Werk Höpkers. Im September 2006 löste ein Artikel der New York Times eine Kontroverse über die Interpretation der Fotografie in den Vereinigten Staaten aus, bei der sich auch zwei der abgebildeten Personen zu Wort meldeten und erklärten, dass sie während der Aufnahme über die Anschläge gesprochen hätten. In der Folge beschäftigten sich auch Kunst- und Medienwissenschaftler mit der Fotografie.

## Entstehung

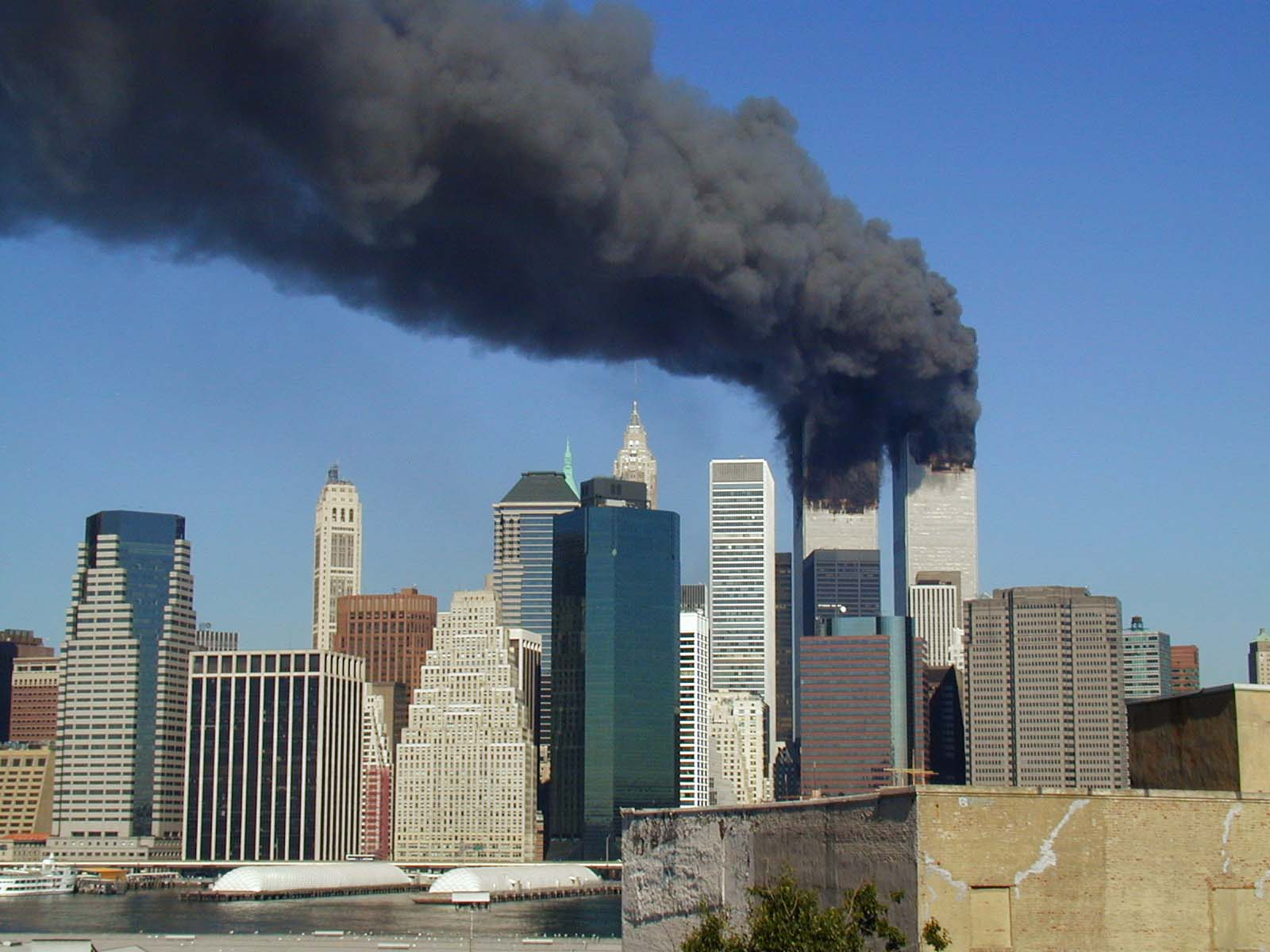
Die Zwillingstürme des World Trade Centers nach dem Einschlag der beiden Flugzeuge

Am Morgen des 11. September 2001 starteten die Flüge AA11 und UA175 vom Logan International Airport in Boston mit dem Ziel Los Angeles International Airport. Beide Flugzeuge wurden von Mitgliedern des islamistischen Terrornetzwerks al-Qaida entführt und um 8:46 Uhr bzw. 9:03 Uhr in die Zwillingstürme des World Trade Centers in New York gelenkt. Der in New York lebende deutsche Fotograf Thomas Höpker wurde telefonisch von einer Kollegin über den ersten Anschlag informiert und verließ kurz darauf seine Wohnung in der Upper East Side, um zum Unglücksort zu gelangen. Da die U-Bahn nicht mehr fuhr, versuchte er es mit seinem Wagen. Wegen des dichten Verkehrs und bereits erfolgter Sperrungen nutzte er einen Umweg über Queens und Brooklyn. Auf dem Weg gelangte er zu einem italienischen Restaurant am East River nahe der Williamsburg Bridge, auf dessen Gartenterrasse der Blick von Williamsburg sowie zwei weitere Aufnahmen desselben Motivs entstanden. Die Fotos nahm er mit seiner Canon-EOS-Analogkamera und Fujichrome-Diafilm auf. Zu diesem Zeitpunkt waren beide Türme des World Trade Centers schon eingestürzt. Danach setzte er seinen Weg Richtung Manhattan Bridge fort, um zur Unglücksstelle zu gelangen. Infolge der Sperrung konnte er nur zu Fuß auf die Brücke. Hier nahm er weitere Fotos auf.

## Beschreibung
Im Vordergrund des Fotos sieht man eine Gruppe von fünf Personen, die am Ufer des East Rivers sitzt und in helles Sonnenlicht getaucht ist. Vorn links sind zwei Frauen zu sehen. Eine sitzt auf einem Stuhl, die andere hockt auf dem Boden. In der Mitte sitzt ein Mann auf einer Bank, vor der ein rotes Fahrrad steht. Auf einer hölzernen Brüstung sitzen eine Frau und ein Mann. Der Mann auf der Brüstung hat offenbar das Wort ergriffen, die anderen wenden sich ihm aufmerksam zu. Die Posen der fünf Menschen wirken entspannt. Vor allem die Haltung der Frau auf der Brüstung wirkt lässig und erweckt den Eindruck, sie nehme ein Sonnenbad. Gerahmt wird die Gruppe von zwei dunkelgrünen Koniferen oder Zypressen. Im Hintergrund sind links die überschneidenden Silhouetten der Manhattan Bridge und der Brooklyn Bridge zu sehen. Von der Südspitze Manhattans geht eine große Rauchwolke aus. Zusammen mit einer Reihe von Pfählen und Planken im Wasser bildet sie ein Dreieck, das auf die Quelle des Rauchs zu zeigen scheint. Keine der Personen blickt auf die Rauchwolke.

## Veröffentlichung und Reaktionen
In den Tagen nach den Anschlägen traf sich Höpker mit Kollegen seiner Agentur Magnum Photos, um die entstandenen Aufnahmen der Ereignisse zu sichten und über den Umgang damit zu beraten. Sie beschlossen, einen Bildband zu erstellen, zu dessen verantwortlichem Herausgeber Höpker ernannt wurde. Der Band erschien noch im selben Jahr. Höpker trug drei Aufnahmen bei, die er von der Manhattan Bridge aus gemacht hatte. Der Blick von Williamsburg fehlte im Buch. Als Grund für diese Selbstzensur nannte Höpker in einem späteren Interview, dass das Foto dem Drama der anderen Fotografien nicht gerecht wurde, zu hübsch wirkte und damit die Realität, wie er und andere sie an diesem Tag gefühlt hatten, verdreht hätte.
Erstmals öffentlich gezeigt wurde die Fotografie 2005. Sie war Teil einer im Münchener Stadtmuseum zwischen dem 25. November 2005 und dem 28. Mai 2006 präsentierten Ausstellung zum 50-jährigen Schaffen Thomas Höpkers. Die Retrospektive wurde 2006 und 2007 auch im Museum für Kunst und Gewerbe Hamburg und im C/O Berlin gezeigt. Im zugehörigen Ausstellungskatalog nimmt der Blick von Williamsburg eine besondere Stellung ein. Er ist zum einen auf dem Umschlag zu sehen, zum anderen ist er das erste Foto im Buch. Auch in der umfangreichen deutschen Presseberichterstattung zur Ausstellung ragte das Foto deutlich aus den insgesamt etwa 200 gezeigten Bildern heraus. Insbesondere die scheinbare Unbekümmertheit der fünf abgebildeten Personen wurde Ziel von Medienkommentaren. So warf für Freddy Langer von der Frankfurter Allgemeinen Zeitung Höpker mit seinem Foto die Frage auf, „wie dramatisch ein Foto heute konstruiert sein muß, wenn manchen Betrachter selbst die grausige Wirklichkeit ungerührt läßt“. Ähnlich äußerte sich Matthias Reichelt in der taz, für den das Bild „Anlass bietet, über Distanz und Nähe, Abstumpfung und Empathie für Gewalt und Katastrophen im 21. Jahrhundert zu reflektieren“.
2006 beschäftigten sich auch US-Medien mit dem Foto. In jenem Jahr war es in dem Buch Watching the World Change von David Friend erschienen, das die Geschichten hinter den Bildern des 11. September beleuchtet. Darin äußerte Höpker die Ansicht, dass die Personen auf dem Foto von den Ereignissen nicht gerührt gewesen seien. Dies griff Frank Rich in einem Gastbeitrag für die New York Times anlässlich des fünften Jahrestags der Anschläge auf. Darin warf er seinen Landsleuten und der US-Regierung vor, nicht aus den Anschlägen gelernt zu haben. Außerdem sei man, wie in den USA üblich, zu schnell zur Tagesordnung übergegangen. In diesem Zusammenhang verweist er auf Höpkers Foto, das er als Vorhersehung dieser Entwicklung ansieht. Die Personen scheinen aus seiner Sicht zu plaudern und die Sonne zu genießen. Dabei seien sie nicht unbedingt herzlos (englisch „callous“), sondern schlicht amerikanisch. Kurz darauf erschien ein Artikel im Online-Magazin Slate, in dem David Plotz Richs Ansichten zu dem Foto widersprach. Für ihn wirkten die Personen so, als ob sie über die Anschläge diskutierten. Am Ende des Artikels forderte er die abgebildeten Personen auf, sich bei der Redaktion zu melden, um ihre Sicht zu äußern. Daraufhin meldeten sich Walter Sipser und Chris Schiavo, die mit aktuellen Bildern nachweisen konnten, dass sie die rechts auf der Brüstung sitzenden Personen sind. Die beiden, die zur Zeit der Aufnahme ein Paar gewesen waren, stellten klar, dass sie von den Anschlägen schockiert gewesen seien und mit den ihnen unbekannten Personen über das Ereignis gesprochen hätten. Dies hätte Höpker auch feststellen können, wenn er an dem Tag zu ihnen gekommen wäre und um Erlaubnis für ein Foto gefragt hätte. Höpker sagte dazu später, dass er die Beteiligten bewusst nicht angesprochen habe: „Als Fotojournalist setze ich alles daran, die Ereignisse, deren Zeuge ich bin, nicht zu beeinflussen. Würde man ein Gespräch beginnen oder um Erlaubnis bitten, dann würde man jede authentische Situation im Nu verändern.“

## Analyse
Der Kunsthistoriker Michael Diers ordnet den Blick von Williamsburg der Gattung der Konversationsstücke zu, die vor allem im England des 18. Jahrhunderts als Sonderform des Familien- und Gesellschaftsporträts beliebt war und später von der Fotografie verdrängt wurde. Im Mittelpunkt stand dabei oft eine sich im Gespräch befindende Gruppe von Menschen in einer Landschaft, so wie es auch bei Höpkers Foto der Fall ist. Daneben ähnele das Foto im Sujet und im Aufbau Standardmotiven der impressionistischen Freilichtmalerei. Als Beispiel führt Diers das Gemälde Die Terrasse von Sainte-Adresse des französischen Malers Claude Monet an. Darauf sieht man im Vordergrund zwei Paare auf einer sonnenbeschienenen Terrasse, die durch einen Zaun vom Meer getrennt wird. Im Hintergrund sind die Rauchfahnen vorbeifahrender Dampfschiffe zu sehen. Anders als in Monets Gemälde, das durch seine Konstruktion Balance und Ruhe ausstrahle, gehe von Höpkers Fotografie durch die leichte Schrägstellung der Brüstung eine gewisse Unruhe aus. Die dadurch entstehende Irritation werde durch die große Rauchsäule unterstützt.
Auch Höpker selbst verglich seine Fotografie mit einem Werk der Malerei. In einem Interview, das in dem Buch Watching the World Change vor der Debatte in den US-Medien erschienen ist, sieht er Ähnlichkeiten mit dem Gemälde Landschaft mit dem Sturz des Ikarus, das dem flämischen Maler Pieter Bruegel dem Älteren zugeschrieben wird. Es zeige wie der Blick von Williamsburg eine idyllische Landschaft, in deren Hintergrund etwas Schreckliches passiert sei. Auf dem Gemälde sieht man eine Landschaft mit einem Bauern, einem Hirten und einem Angler und im Hintergrund eine Meeresbucht. Die drei beachten den Sturz des Ikarus ins Meer, der rechts unten zu sehen ist, nicht, so wie die Personen auf dem Foto auf Höpker den Eindruck machten, sich nicht für die Katastrophe im Hintergrund zu interessieren.